# Кривая второго порядка
Кривая второго порядка — геометрическое место точек плоскости, прямоугольные координаты которых удовлетворяют уравнению вида
{\displaystyle a_{11}x^{2}+2a_{12}xy+a_{22}y^{2}+2a_{13}x+2a_{23}y+a_{33}=0,}
в котором по крайней мере один из коэффициентов {\displaystyle a_{11},~a_{12},~a_{22}} отличен от нуля. 
Таким образом кривая второго порядка является частным случаем алгебраической кривой.

## История
Впервые кривые второго порядка изучались Менехмом, учеником Евдокса. Его работа заключалась в следующем: если взять две пересекающиеся прямые и вращать их вокруг биссектрисы образованного ими угла, то получится конусная поверхность. Если же пересечь эту поверхность плоскостью, то в сечении получаются различные геометрические фигуры, а именно эллипс, окружность, парабола, гипербола и несколько вырожденных фигур (см. ниже).
Однако эти научные знания нашли применение лишь в XVII веке, когда стало известно, что планеты движутся по эллиптическим траекториям, а пушечный снаряд летит по параболической. Ещё позже стало известно, что если придать телу первую космическую скорость, то оно будет двигаться по окружности вокруг Земли, при увеличении этой скорости — по эллипсу, при достижении второй космической скорости — по параболе, а при скорости, большей второй космической, — по гиперболе.

## Инварианты
Вид кривой зависит от четырёх инвариантов:
- инварианты относительно поворота и сдвига системы координат:
  - {\displaystyle I_{3}={\begin{vmatrix}a_{11}&a_{12}&a_{13}\\a_{12}&a_{22}&a_{23}\\a_{13}&a_{23}&a_{33}\end{vmatrix}}} (также обозначается как {\displaystyle \Delta })
  - {\displaystyle I_{2}={\begin{vmatrix}a_{11}&a_{12}\\a_{12}&a_{22}\end{vmatrix}}=a_{11}a_{22}-a_{12}^{2}} (также обозначается как {\displaystyle D})
  - {\displaystyle I_{1}={\text{tr}}{\begin{pmatrix}a_{11}&a_{12}\\a_{12}&a_{22}\end{pmatrix}}=a_{11}+a_{22}}(также обозначается как {\displaystyle I})
- инвариант относительно поворота системы координат (полуинвариант)[3]:
  - {\displaystyle K_{1}={\begin{vmatrix}a_{11}&a_{13}\\a_{13}&a_{33}\end{vmatrix}}+{\begin{vmatrix}a_{22}&a_{23}\\a_{23}&a_{33}\end{vmatrix}}}(также обозначается как {\displaystyle B})

Иногда встречающееся выражение «инвариант кривой» является неточным. Если умножить уравнение на ненулевое число k, то получится уравнение, задающее ту же самую кривую. При этом значения инвариантов изменятся. {\displaystyle \Delta '=\Delta k^{3},D'=Dk^{2}} и т.д.

### Классификация кривых второго порядка относительно значений инвариантов
| Кривая                                    | Уравнение                                                        | Инварианты                  | Инварианты              | Инварианты                   | Инварианты              |
| ----------------------------------------- | ---------------------------------------------------------------- | --------------------------- | ----------------------- | ---------------------------- | ----------------------- |
| Эллипс                                    | {\displaystyle {\frac {x^{2}}{a^{2}}}+{\frac {y^{2}}{b^{2}}}=1}  | {\displaystyle I_{2}\neq 0} | {\displaystyle I_{2}>0} | {\displaystyle I_{1}I_{3}<0} |                         |
| Точка (пара мнимых пересекающихся прямых) | {\displaystyle {\frac {x^{2}}{a^{2}}}+{\frac {y^{2}}{b^{2}}}=0}  | {\displaystyle I_{2}\neq 0} | {\displaystyle I_{2}>0} | {\displaystyle I_{3}=0}      |                         |
| Мнимый эллипс                             | {\displaystyle {\frac {x^{2}}{a^{2}}}+{\frac {y^{2}}{b^{2}}}=-1} | {\displaystyle I_{2}\neq 0} | {\displaystyle I_{2}>0} | {\displaystyle I_{1}I_{3}>0} |                         |
| Гипербола                                 | {\displaystyle {\frac {x^{2}}{a^{2}}}-{\frac {y^{2}}{b^{2}}}=1}  | {\displaystyle I_{2}\neq 0} | {\displaystyle I_{2}<0} | {\displaystyle I_{3}\neq 0}  |                         |
| Пара пересекающихся прямых                | {\displaystyle {\frac {x^{2}}{a^{2}}}-{\frac {y^{2}}{b^{2}}}=0}  | {\displaystyle I_{2}\neq 0} | {\displaystyle I_{2}<0} | {\displaystyle I_{3}=0}      |                         |
| Парабола                                  | {\displaystyle y^{2}=2px}                                        | {\displaystyle I_{2}=0}     | {\displaystyle I_{2}=0} | {\displaystyle I_{3}\neq 0}  |                         |
| Пара параллельных прямых                  | {\displaystyle x^{2}-d^{2}=0}                                    | {\displaystyle I_{2}=0}     | {\displaystyle I_{2}=0} | {\displaystyle I_{3}=0}      | {\displaystyle K_{1}<0} |
| Прямая                                    | {\displaystyle x^{2}=0}                                          | {\displaystyle I_{2}=0}     | {\displaystyle I_{2}=0} | {\displaystyle I_{3}=0}      | {\displaystyle K_{1}=0} |
| Пара мнимых параллельных прямых           | {\displaystyle x^{2}+d^{2}=0}                                    | {\displaystyle I_{2}=0}     | {\displaystyle I_{2}=0} | {\displaystyle I_{3}=0}      | {\displaystyle K_{1}>0} |

### Невырожденные кривые
Кривая второго порядка называется невырожденной, если {\displaystyle \Delta \neq 0.} Могут возникать следующие варианты:
- Невырожденная кривая второго порядка называется центральной, если {\displaystyle D\not =0}
  - эллипс — при условии {\displaystyle D>0} и {\displaystyle \Delta \cdot I<0};
    - частный случай эллипса — окружность — при условии {\displaystyle I^{2}=4D} или {\displaystyle a_{11}=a_{22},a_{12}=0;}

  - мнимый эллипс (ни одной вещественной точки) — при условии {\displaystyle D>0} и {\displaystyle \Delta \cdot I>0;}
  - гипербола — при условии {\displaystyle D<0;}
- Невырожденная кривая второго порядка называется нецентральной, если {\displaystyle D=0}
  - парабола — при условии {\displaystyle D=0.}

### Вырожденные кривые
Кривая второго порядка называется вырожденной, если {\displaystyle \Delta =0}. Могут возникать следующие варианты:
- вещественная точка на пересечении двух мнимых прямых (вырожденный эллипс) — при условии {\displaystyle D>0;}
- пара вещественных пересекающихся прямых (вырожденная гипербола) — при условии {\displaystyle D<0;}
- вырожденная парабола — при условии {\displaystyle D=0:}
  - пара вещественных параллельных прямых — при условии {\displaystyle B<0;}
  - одна вещественная прямая (две слившиеся параллельные прямые) — при условии {\displaystyle B=0;}
  - пара мнимых параллельных прямых (ни одной вещественной точки) — при условии {\displaystyle B>0.}

## Характеристическая квадратичная форма и характеристическое уравнение
Многие важные свойства кривых второго порядка могут быть изучены при помощи характеристической квадратичной формы, соответствующей уравнению кривой
{\displaystyle F_{0}(x,\,y)=a_{11}x^{2}+2a_{12}xy+a_{22}y^{2}.}
Так, например, невырожденная кривая {\displaystyle \left(\Delta \neq 0\right)} оказывается вещественным эллипсом, мнимым эллипсом, гиперболой или параболой в зависимости от того, будет ли {\displaystyle F_{0}(x,\,y)} положительно определённой, отрицательно определённой, неопределённой или полуопределённой квадратичной формой, что устанавливается по корням характеристического уравнения:
{\displaystyle {\begin{vmatrix}a_{11}-\lambda &a_{12}\\a_{12}&a_{22}-\lambda \end{vmatrix}}=0}
или
{\displaystyle \lambda ^{2}-I\lambda +D=0.}
Корни этого уравнения являются собственными значениями вещественной симметричной матрицы
{\displaystyle {\begin{pmatrix}a_{11}&a_{12}\\a_{12}&a_{22}\end{pmatrix}}}
и, как следствие этого, всегда вещественны.

## Диаметры и центр кривой второго порядка
Диаметром кривой второго порядка называется геометрическое место середин параллельных хорд этой кривой. Полученный таким образом диаметр называется сопряжённым этим хордам или их направлению. Диаметр, сопряжённый хордам, образующим угол {\displaystyle \theta } с положительным направлением оси Ox, определяется уравнением:
{\displaystyle \left(a_{11}x+a_{12}y+a_{13}\right)\cos \theta +\left(a_{12}x+a_{22}y+a_{23}\right)\sin \theta =0.}
Если выполняется условие {\displaystyle D\neq 0,} то все диаметры кривой пересекаются в одной точке — центре, а сама кривая называется центральной. В противном случае ({\displaystyle D=0}) все диаметры кривой либо параллельны, либо совпадают.
Координаты центра {\displaystyle \left(x_{0},\;y_{0}\right)} определяются системой уравнений:
{\displaystyle {\begin{cases}a_{11}x_{0}+a_{12}y_{0}+a_{13}=0\\a_{12}x_{0}+a_{22}y_{0}+a_{23}=0\end{cases}}}
Решая эту систему относительно {\displaystyle x_{0}} и {\displaystyle y_{0},} получим:
{\displaystyle {\begin{aligned}x_{0}=-{\frac {1}{D}}{\begin{vmatrix}a_{13}&a_{12}\\a_{23}&a_{22}\end{vmatrix}}={\frac {a_{12}a_{23}-a_{13}a_{22}}{D}}\\y_{0}=-{\frac {1}{D}}{\begin{vmatrix}a_{11}&a_{13}\\a_{12}&a_{23}\end{vmatrix}}={\frac {a_{13}a_{12}-a_{11}a_{23}}{D}}\end{aligned}}\;\;\;(D\neq 0).}
Если кривая центральная, то перенос начала координат в её центр приводит уравнение к виду
{\displaystyle a_{11}{\bar {x}}^{2}+2a_{12}{\bar {x}}{\bar {y}}+a_{22}{\bar {y}}^{2}+{\frac {\Delta }{D}}=0,\;\;\;{\bar {x}}=x-x_{0},\;\;\;{\bar {y}}=y-y_{0},}
где {\displaystyle {\bar {x}},\;{\bar {y}}} — координаты относительно новой системы.

## Главные оси и вершины кривой второго порядка
Главной осью кривой второго порядка называется её диаметр, перпендикулярный к сопряжённым с ним хордам. Этот диаметр является осью симметрии кривой. Каждая центральная кривая {\displaystyle \left(D\neq 0\right)} либо имеет две взаимно перпендикулярные оси, либо все диаметры являются главными осями. В последнем случае кривая является окружностью. Нецентральные кривые {\displaystyle \left(D=0\right)} имеют лишь одну главную ось. Точки пересечения главной оси с самой кривой называются её вершинами.
Направляющие косинусы нормалей к главным осям удовлетворяют уравнениям
{\displaystyle {\begin{cases}\left(a_{11}-\lambda \right)\cos \theta +a_{12}\sin \theta =0\\a_{12}\cos \theta +\left(a_{22}-\lambda \right)\sin \theta =0\end{cases}},}
где {\displaystyle \lambda } — отличный от нуля корень характеристического уравнения. Направления главных осей и сопряжённых им хорд называются главными направлениями кривой. Угол между положительным направлением оси Ox и каждым из двух главных направлений определяется формулой
{\displaystyle \operatorname {tg} 2\phi =\operatorname {tg} 2\theta ={\frac {2a_{12}}{a_{11}-a_{22}}}.}
Из всех видов кривых второго порядка только окружность имеет неопределённые главные направления.

## Уравнения

### Общее уравнение в матричном виде
Общее уравнение кривой можно записать в матричном виде
{\displaystyle {\begin{pmatrix}x&y&1\end{pmatrix}}{\begin{pmatrix}a_{11}&a_{12}&a_{13}\\a_{12}&a_{22}&a_{23}\\a_{13}&a_{23}&a_{33}\end{pmatrix}}{\begin{pmatrix}x\\y\\1\end{pmatrix}}=0} или  {\displaystyle x^{T}Ax=0}

### Канонический вид
Вводом новой системы координат можно привести уравнения кривых второго порядка к стандартному каноническому виду (см. таблицу выше). Параметры канонических уравнений весьма просто выражаются через инварианты {\displaystyle \Delta ,\;D,\;I} исходного уравнения кривой и корни характеристического уравнения {\displaystyle \lambda _{1}\geqslant \lambda _{2}} (см. выше раздел «Характеристическая квадратичная форма и характеристическое уравнение»).
Замечание. При переходе к канонической форме уравнения может понадобиться умножить уравнение на число, не равное нулю. Поэтому численные значения инвариантов канонического уравнения могут отличаться от значений инвариантов для исходного уравнения. Неизменными остаются знаки величин {\displaystyle \Delta \cdot I\;} и {\displaystyle D}.
Для центральной кривой в каноническом виде её центр {\displaystyle \left(x_{0},\;y_{0}\right)} находится в начале координат.

### Через эксцентриситет
Каноническое уравнение любой невырожденной кривой второго порядка при помощи подходящего преобразования начала координат может быть приведено к виду
{\displaystyle y^{2}=2px-(1-\varepsilon ^{2})x^{2}\ \ (p>0).}
В этом случае кривая проходит через начало новой системы координат, а ось Ox является осью симметрии кривой. Данное уравнение выражает тот факт, что невырожденная кривая второго порядка является геометрическим местом точек, отношение расстояний которых {\displaystyle \varepsilon \geqslant 0} (эксцентриситет) от данной точки (фокуса) и от данной прямой (директрисы) постоянно. Кроме того, при {\displaystyle \varepsilon =0} кривая является окружностью, при {\displaystyle \varepsilon <1} — эллипсом, при {\displaystyle \varepsilon =1} — параболой, при {\displaystyle \varepsilon >1} — гиперболой.
Уравнение директрисы кривой выражается уравнением {\displaystyle x=-{\frac {p}{\varepsilon \left(1+\varepsilon \right)}},} а координаты фокуса {\displaystyle x={\frac {p}{1+\varepsilon }},\;\;y=0.} Директриса перпендикулярна оси симметрии, проходящей через фокус и вершину кривой (фокальная ось). Расстояние между фокусом и директрисой равно {\displaystyle {\frac {p}{\varepsilon }}.}
Если кривая второго порядка центральная (эллипс или гипербола), то прямая
{\displaystyle x={\frac {p}{1-\varepsilon ^{2}}}=a}
является осью симметрии и, следовательно, кривая имеет два фокуса и две директрисы.
Параметр {\displaystyle p} называется фокальным параметром и равен половине длины хорды, проходящей через фокус и перпендикулярной к фокальной оси (фокальная хорда).

### Полярные координаты
Если взять в качестве полюса полярной системы координат {\displaystyle \left(\rho ,\phi \right)} фокус невырожденной кривой второго порядка, а в качестве полярной оси — её ось симметрии, то в полярных координатах {\displaystyle \rho }, {\displaystyle \phi } уравнение кривой будет иметь вид
{\displaystyle \rho ={\frac {p}{1+\varepsilon \cos \phi }}.}

### Кривая, заданная своими пятью точками
Кривая второго порядка вполне определяется пятью своими точками, если никакие четыре из них не лежат на одной прямой. Уравнение кривой, проходящей через точки {\displaystyle \left(x_{1},y_{1}\right),} {\displaystyle \left(x_{2},y_{2}\right),} {\displaystyle \left(x_{3},y_{3}\right),} {\displaystyle \left(x_{4},y_{4}\right)} и {\displaystyle \left(x_{5},y_{5}\right):}
{\displaystyle {\begin{vmatrix}x^{2}&xy&y^{2}&x&y&1\\x_{1}^{2}&x_{1}y_{1}&y_{1}^{2}&x_{1}&y_{1}&1\\x_{2}^{2}&x_{2}y_{2}&y_{2}^{2}&x_{2}&y_{2}&1\\x_{3}^{2}&x_{3}y_{3}&y_{3}^{2}&x_{3}&y_{3}&1\\x_{4}^{2}&x_{4}y_{4}&y_{4}^{2}&x_{4}&y_{4}&1\\x_{5}^{2}&x_{5}y_{5}&y_{5}^{2}&x_{5}&y_{5}&1\end{vmatrix}}=0.}
Кривая, заданная пятью точками вырождается в том и только в том случае, когда три из заданных точек лежат на одной прямой.

### Касательные и нормали
Уравнение касательной к кривой второго порядка {\displaystyle f(x,y)} в её точке {\displaystyle \left(x_{1},y_{1}\right)} имеет вид:
{\displaystyle \left(a_{11}x_{1}+a_{12}y_{1}+a_{13}\right)x+\left(a_{12}x_{1}+a_{22}y_{1}+a_{23}\right)y+\left(a_{13}x_{1}+a_{23}y_{1}+a_{33}\right)=0.}
Уравнение нормали к кривой второго порядка в точке {\displaystyle \left(x_{1},y_{1}\right)} имеет вид
{\displaystyle {\frac {x-x_{1}}{a_{11}x_{1}+a_{12}y_{1}+a_{13}}}={\frac {y-y_{1}}{a_{12}x_{1}+a_{22}y_{1}+a_{23}}}.}

### Полюсы и поляры
Уравнение
{\displaystyle \left(a_{11}x_{1}+a_{12}y_{1}+a_{13}\right)x+\left(a_{12}x_{1}+a_{22}y_{1}+a_{23}\right)y+\left(a_{13}x_{1}+a_{23}y_{1}+a_{33}\right)=0}
помимо касательной определяет прямую, называемую полярой точки {\displaystyle \left(x_{1},y_{1}\right)} относительно кривой второго порядка, независимо от того, лежит ли эта точка на кривой или нет. При этом точка {\displaystyle \left(x_{1},y_{1}\right)} называется полюсом этой прямой. Поляра точки кривой есть её касательная в этой точке.
Теоремы о полюсах и полярах:
1. Если прямая, проведённая через полюс {\displaystyle P,} пересекает поляру в точке {\displaystyle Q,} а кривую второго порядка — в точках {\displaystyle R_{1}} и {\displaystyle R_{2},} то точки {\displaystyle P} и {\displaystyle Q} гармонически разделяют отрезок {\displaystyle R_{1}R_{2},} то есть выполняется условие
{\displaystyle {\frac {R_{1}P}{PR_{2}}}=-{\frac {R_{1}Q}{QR_{2}}}.}
2. Если точка лежит на некоторой прямой, то её поляра проходит через полюс этой прямой. Если прямая проходит через некоторую точку, то её полюс лежит на поляре этой точки.
3. Диаметр кривой второго порядка есть поляра бесконечно удалённой точки, через которую проходят сопряжённые ему хорды, а центр кривой есть полюс бесконечно удалённой прямой.
4. Фокус кривой есть центр пучка, обладающего тем свойством, что полюс любой его прямой принадлежит перпендикулярной к ней прямой этого пучка. Директриса есть поляра фокуса.

Из этих утверждений, в частности, следует, что:
1. если через точку можно провести две касательные к кривой, то поляра этой точки проходит через точки касания;
2. касательные к кривой в концах диаметра параллельны сопряжённым ему хордам;
3. точка пересечения касательных к кривой в концах любой её хорды, проходящей через фокус, лежит на директрисе;
4. каждая хорда, проходящая через фокус, перпендикулярна к прямой, проведённой через её фокус и точку пересечения касательных в концах хорды.

## Теоремы, связанные с кривыми второго порядка
- Теорема Паскаля: точки пересечения противоположных сторон шестиугольника, вписанного в кривую второго порядка, лежат на одной прямой.
- Теорема Брианшона: диагонали, проходящие через противоположные вершины шестиугольника, описанного около кривой второго порядка, пересекаются в одной точке.